# Campionati del mondo di ciclismo su pista 2019 - Keirin maschile
La gara di keirin maschile ai Campionati del mondo di ciclismo su pista 2019 si è svolta il 28 febbraio 2019.

## Podio
| Pos.    | Atleta           | Nazionalità |
| ------- | ---------------- | ----------- |
| Oro     | Matthijs Büchli  | Paesi Bassi |
| Argento | Yudai Nitta      | Giappone    |
| Bronzo  | Stefan Bötticher | Germania    |

## Risultati

### Primo turno
Si qualificano per il secondo turno i primi 2 di ogni batteria, gli altri vanno ai ripescaggi.

#### Batteria 1
| Posizione | Atleta            | Nazione    | Gap    | Note |
| --------- | ----------------- | ---------- | ------ | ---- |
| 1         | Stefan Bötticher  | Germania   |        | Q    |
| 2         | Pavel Kelemen     | Rep. Ceca  | +0.061 | Q    |
| 3         | Kacio Fonseca     | Brasile    | +0.265 |      |
| 4         | Pavel Vorzhev     | Kazakistan | +0.660 |      |
| 5         | Tomoyuki Kawabata | Giappone   | +0.883 |      |

#### Batteria 2
| Posizione | Atleta                       | Nazione       | Gap    | Note |
| --------- | ---------------------------- | ------------- | ------ | ---- |
| 1         | Yuta Wakimoto                | Giappone      |        | Q    |
| 2         | Eddie Dawkins                | Nuova Zelanda | +0.009 | Q    |
| 3         | Juan Peralta Gascon          | Spagna        | +0.120 |      |
| 4         | Joachim Eilers               | Germania      | +0.208 |      |
| 5         | Muhammad Shah Firdaus Sahrom | Malaysia      | +0.442 |      |

#### Batteria 3
| Posizione | Atleta           | Nazione     | Gap    | Note |
| --------- | ---------------- | ----------- | ------ | ---- |
| 1         | Matthew Glaetzer | Australia   |        | Q    |
| 2         | Yudai Nitta      | Giappone    | +0.041 | Q    |
| 3         | Kevin Quintero   | Colombia    | +0.088 |      |
| 4         | Hersony Canelón  | Venezuela   | +0.197 |      |
| 5         | Joel Archambault | Canada      | +0.352 |      |
| 6         | Theo Bos         | Paesi Bassi | +0.608 |      |

#### Batteria 4
| Posizione | Atleta            | Nazione   | Gap    | Note |
| --------- | ----------------- | --------- | ------ | ---- |
| 1         | Sébastien Vigier  | Francia   |        | Q    |
| 2         | Tomáš Bábek       | Rep. Ceca | +0.001 | Q    |
| 3         | Azizulhasni Awang | Malaysia  | +0.067 |      |
| 4         | Hugo Barrette     | Canada    | +0.067 |      |
| 5         | Santiago Ramírez  | Colombia  | +0.164 |      |
| 6         | Jean Spies        | Sudafrica | +0.246 |      |

#### Batteria 5
| Posizione | Atleta            | Nazione           | Gap    | Note |
| --------- | ----------------- | ----------------- | ------ | ---- |
| 1         | Marc Jurczyk      | Germania          |        | Q    |
| 2         | Jack Carlin       | Gran Bretagna     | +0.040 | Q    |
| 3         | Krzysztof Maksel  | Polonia           | +0.123 |      |
| 4         | Matthijs Büchli   | Paesi Bassi       | +0.183 |      |
| 5         | Kwesi Browne      | Trinidad e Tobago | +0.228 |      |
| 6         | Patrick Constable | Australia         | +0.874 |      |

### Ripescaggi primo turno
I primi due di ogni batteria si qualificano al secondo turno

#### Batteria 1
| Posizione | Atleta          | Nazione     | Gap    | Note |
| --------- | --------------- | ----------- | ------ | ---- |
| 1         | Matthijs Büchli | Paesi Bassi |        | Q    |
| 2         | Theo Bos        | Paesi Bassi | +0.149 | Q    |
| 3         | Hugo Barrette   | Canada      | +0.246 |      |
| 4         | Kacio Fonseca   | Brasile     | +0.395 |      |

#### Batteria 2
| Posizione | Atleta          | Nazione           | Gap    | Note |
| --------- | --------------- | ----------------- | ------ | ---- |
| 1         | Hersony Canelón | Venezuela         |        | Q    |
| 2         | Jean Spies      | Sudafrica         | +0.053 | Q    |
| 2         | Kwesi Browne    | Trinidad e Tobago | +0.053 | Q    |
| 4         | Juan Peralta    | Spagna            | +0.064 |      |
| 5         | Pavel Vorzhev   | Kazakistan        | +0.075 |      |

#### Batteria 3
| Posizione | Atleta            | Nazione   | Gap    | Note |
| --------- | ----------------- | --------- | ------ | ---- |
| 1         | Tomoyuki Kawabata | Giappone  |        | Q    |
| 2         | Patrick Constable | Australia | +0.069 | Q    |
| 3         | Santiago Ramírez  | Colombia  | +0.225 |      |
| 4         | Joachim Eilers    | Germania  | +0.251 |      |
| —         | Kevin Quintero    | Colombia  | REL    | REL  |

#### Batteria 4
| Posizione | Atleta                       | Nazione  | Gap    | Note |
| --------- | ---------------------------- | -------- | ------ | ---- |
| 1         | Krzysztof Maksel             | Polonia  |        | Q    |
| 2         | Azizulhasni Awang            | Malaysia | +0.013 | Q    |
| 3         | Muhammad Shah Firdaus Sahrom | Malaysia | +0.083 |      |
| 4         | Joel Archambault             | Canada   | +0.283 |      |

### Quarti di finale
Si qualificano alle semifinali i primi quattro atleti di ogni batteria.

#### Batteria 1
| Posizione | Atleta            | Nazione       | Gap    | Note |
| --------- | ----------------- | ------------- | ------ | ---- |
| 1         | Stefan Bötticher  | Germania      |        | Q    |
| 2         | Sébastien Vigier  | Francia       | +0.229 | Q    |
| 3         | Azizulhasni Awang | Malaysia      | +0.329 | Q    |
| 4         | Eddie Dawkins     | Nuova Zelanda | +0.398 | Q    |
| 5         | Hersony Canelón   | Venezuela     | +1.603 |      |
| —         | Tomoyuki Kawabata | Giappone      | REL    | REL  |

#### Batteria 2
| Posizione | Atleta            | Nazione     | Gap    | Note |
| --------- | ----------------- | ----------- | ------ | ---- |
| 1         | Matthijs Büchli   | Paesi Bassi |        | Q    |
| 2         | Yudai Nitta       | Giappone    | +0.052 | Q    |
| 3         | Krzysztof Maksel  | Polonia     | +0.136 | Q    |
| 4         | Yuta Wakimoto     | Giappone    | +0.189 | Q    |
| 5         | Marc Jurczyk      | Germania    | +0.241 |      |
| 6         | Patrick Constable | Australia   | +0.247 |      |

#### Batteria 3
| Posizione | Atleta           | Nazione           | Gap    | Note |
| --------- | ---------------- | ----------------- | ------ | ---- |
| 1         | Matthew Glaetzer | Australia         |        | Q    |
| 2         | Jack Carlin      | Gran Bretagna     | +0.006 | Q    |
| 3         | Theo Bos         | Paesi Bassi       | +0.079 | Q    |
| 4         | Kwesi Browne     | Trinidad e Tobago | +0.095 | Q    |
| 5         | Pavel Kelemen    | Rep. Ceca         | +0.146 |      |
| 6         | Tomáš Bábek      | Rep. Ceca         | +0.157 |      |
| 7         | Jean Spies       | Sudafrica         | +0.337 |      |

### Semifinali
Si qualificano per la finale i primi tre atleti di ogni batteria, gli altri si qualificano per la finale di consolazione.

#### Batteria 1
| Posizione | Atleta           | Nazione           | Gap    | Note |
| --------- | ---------------- | ----------------- | ------ | ---- |
| 1         | Stefan Bötticher | Germania          |        | Q    |
| 2         | Sébastien Vigier | Francia           | +0.072 | Q    |
| 3         | Yudai Nitta      | Giappone          | +0.084 | Q    |
| 4         | Krzysztof Maksel | Polonia           | +0.165 |      |
| 5         | Kwesi Browne     | Trinidad e Tobago | +0.453 |      |
| 6         | Theo Bos         | Paesi Bassi       | +0.961 |      |

#### Batteria 2
| Posizione | Atleta            | Nazione       | Gap    | Note |
| --------- | ----------------- | ------------- | ------ | ---- |
| 1         | Matthijs Büchli   | Paesi Bassi   |        | Q    |
| 2         | Matthew Glaetzer  | Australia     | +0.003 | Q    |
| 3         | Jack Carlin       | Gran Bretagna | +0.015 | Q    |
| 4         | Azizulhasni Awang | Malaysia      | +0.053 |      |
| 5         | Yuta Wakimoto     | Giappone      | +0.103 |      |
| 6         | Eddie Dawkins     | Nuova Zelanda | +0.143 |      |

### Finali

#### Finale di consolazione
| Posizione | Atleta            | Nazione           | Gap    | Note |
| --------- | ----------------- | ----------------- | ------ | ---- |
| 7         | Azizulhasni Awang | Malaysia          |        |      |
| 8         | Yuta Wakimoto     | Giappone          | +0.069 |      |
| 9         | Eddie Dawkins     | Nuova Zelanda     | +0.199 |      |
| 10        | Krzysztof Maksel  | Polonia           | +0.258 |      |
| 11        | Theo Bos          | Paesi Bassi       | +0.697 |      |
| 12        | Kwesi Browne      | Trinidad e Tobago | +1.589 |      |

#### Finale
| Posizione | Atleta           | Nazione       | Gap    | Note |
| --------- | ---------------- | ------------- | ------ | ---- |
| 1         | Matthijs Büchli  | Paesi Bassi   |        |      |
| 2         | Yudai Nitta      | Giappone      | +0.038 |      |
| 3         | Stefan Bötticher | Germania      | +0.197 |      |
| 4         | Matthew Glaetzer | Australia     | +0.244 |      |
| 5         | Jack Carlin      | Gran Bretagna | +0.332 |      |
| 6         | Sébastien Vigier | Francia       | +0.344 |      |